# Weduwe van Beurden
De Weduwe van Beurden was een typetje dat twintigmaal te horen was in het VPRO-radioprogramma Ronflonflon met Jacques Plafond van Wim T. Schippers dat werd uitgezonden van 1984 tot 1991. De stem van de Weduwe van Beurden werd ingesproken door actrice Janine van Elzakker, die ook de stemmen deed van Wilhelmina Kuttje jr., Jacqueline van Benthem, Elsje de Wit, en Anneke Rol in hetzelfde programma. In het begin werd haar stem echter ingesproken door Schippers zelf en was zij woonachtig in Beverwijk.
De weduwe was een op leeftijd zijnde dame, had een bibberende krakende stem en woonde in Bennekom. Ze stelde zich altijd voor met de woorden: "Ik ben de weduwe van Beurden, want zo heette mijn man". Ook riep ze altijd: "ik stem op de CHU want dat deed mijn man ook". Ze dronk in plaats van thee graag een "jonge kla" of een "tip van Bootz". Regelmatig riep ze iemand tot de orde met de woorden: "Niet zo vloeken (jongeman), ik ben de weduwe van Beurden". Ook zong ze regelmatig haar liedje "Ik ben de weduwe van Beurden".
Haar kleinzoon Jaap Knasterhuis (Rogier Proper) bracht haar geregeld een bezoek en knapte kleine klusjes voor haar op, zoals de reparatie van een tuinhek, en kwam dan live met een filmtip met haar in de uitzending. Op de achtergrond was vaak een staartklok te horen. Haar man, de heer van Beurden, was fout in de Tweede Wereldoorlog en kwam om het leven. Hij had met de vijand geheuld, onder meer die uit Japan. De weduwe zette zich in voor allerlei ludieke acties zoals bijvoorbeeld het bevrijden van Libanon
Het typetje had enige gelijkenis met de weduwe Florrie Rost van Tonningen-Heubel.
In de van het radioprogramma afgeleide televisieserie Plafond over de vloer kwam de weduwe niet voor. Er bestaat echter wel een tekening van de weduwe waarop ze te zien is met een mutsje, een puntneus heeft, een ingevallen tandenloze mond en een uitstekende kin.